# پیرو سلیمانی
پِیرو سُلِیمانی (به فارسی تاجیکی: Пайрав Сулаймонӣ) شاعر و نویسندهٔ پارسی‌گوی تاجیک‌تبار بخارایی بود.
بیان دلتنگی از حکومت جهل و تعصب، و ستایش عشق و دوستی از درونمایه‌های اصلی شعر پیرو است.
در سال ۱۳۰۴ پیرو مضامین نومیدانه را کنار گذاشت و به ستایش جامعۀ نوین تاجیکان و برپایی جمهوری سوسیالیستی تاجیکستان بر پایۀ سوسیالیسم پرداخت.

## زندگینامه
پیرو سلیمانی، شاعر و نویسندۀ تاجیک‌تبار اهل شهر بخارا ازبکستان و یکی از شاعران ابتدای سدهٔ بیستم میلادی در ۲۶ فروردین ۱۲۷۸ در بخارا به دنیا آمد. پدر و مادر او اهل مطالعه بودند. کودکی و نوجوانی او بیشتر در بخارا و مرو سپری شد و همراه با پدر به کشورهای دیگر، به‌ویژه روسیه، سفر کرد.
پیرو در آموزشگاه علوم طبیعی شهر کاگان آموزش دید.
هنگامی که انقلاب بخارا (۱۲۹۹خ/۱۹۲۰م) به دنبال انقلاب روسیه (۱۹۱۷) رخ داد، پیرو خشنودی خود را در قالب مستزادی با عنوان «به مناسبت انقلاب بخارا» ابراز داشت و «آزادی جمهوری شایان» را به مردم تبریک گفت. غیر از اشعار اجتماعی در ۱۲۹۹خ / ۱۹۲۰م، مضمون اشعاری که پیرو در ۱۳۰۰خ / ۱۹۲۱م تا ۱۳۰۳خ / ۱۹۲۴م سروده و اکنون در دست است، همه عاشقانه هستند
پیرو در ۱۳۰۳ به مشهد رفت و حدود هشت ماه در آنجا اقامت کرد.

## آثار منثور
پیرو آثار منثوری نیز دارد، مانند داستان کوتاهِ گل‌اندام و رمان ناتمام عشق دختر چنگیز. او آثار ادیبان روس را نیز به فارسی تاجیکی برگردانده از جمله، از گوگول (مفتش)، فرمانف (بلوا)، سرافیموویچ (سیل آهنین)، و دو شعر از الکساندر ژاروف. او در تألیف کتب درسی نیز شرکت داشته‌است.
آثار پیرو به طور کامل گردآوری و چاپ نشده‌است. او با روزنامه و مجله‌های تاجیکی سمرقند و دوشنبه و تاشکند همکاری مداوم داشت.

## وفات
پیرو در (۱۹ خرداد ۱۳۱۲) به بیماری حصبه درگذشت. وی در شاه زنده به خاک سپرده شد.

## نمونه اشعار
(۱) پیرو سلیمانی شعر زیر را در سال ۱۹۲۹ (در بخارا) به فلاکت‌زدگان زلزله ایران بخشیده است که یادآور همدلی دیرین همزبانان تاجیک است:
| یک طرف ریگ‌ها نموده هجوم   |  | یک طرف پایمال باد سموم     |
| زین همه خوفناک و دهشتناک  |  | زلزله…آه، ظالمِ بی‌باک!      |
| اوست مالک رقاب خوف و خطر، |  | اوست جلّاد قتل نوع بشر…     |
| مختصر هر زمان به هر کنجی  |  | یک بلایی، مصیبتی، رنجی     |
| خبر دلخراش پر هیجان       |  | می‌رسد از ممالک ایران       |
| که در آن سرزمین کوهستان   |  | روی داده مصیبتی چندان      |
| به طبیعت جنون اثر کرده    |  | سنگ و خاکِ سیه به سر کرده   |
| لرزه بر کوه و‌ دشت افکنده  |  | بیخ و بنیادِ خلق، برکنده    |
| روز روشن سیاه و تار شده   |  | ده و قشلاق‌ها مزار شده      |
| این یکی را پسر شده مفقود  |  | وان دگر را پدر به خاک غنود |
| همه آلوده مصیبت و درد     |  | از همه دل بلند، ناله سرد   |
| چون طبیعت نهاده رسم ستیز  |  | تو به امداد دیگران برخیز   |

احتمال دارد که مقصود زمین‌لرزه ۱۳۰۸ بجنورد باشد.